# 邸其昌
邸其昌（？年—？年），山西嵐縣（今呂梁市嵐縣）人。明朝政治人物，天啓乙丑進士。

## 生平
天啓五年（1625年）乙丑科三甲進士。官至行人司行人。